# Milmersdorf
Milmersdorf (pol. hist. Miłobratów) – gmina w Niemczech, w kraju związkowym Brandenburgia, w powiecie Uckermark, wchodzi w skład urzędu Gerswalde.